# Jotaスポーツ
Jotaスポーツ（ ジョタ・スポーツ、 Jota Sport ）は、イギリスのスポーツカーのレーシングチーム。サム・ヒグネット、サイモン・ドゥーラン及びデヴィッド・クラークの3人が共同オーナーを務めるジョタ・グループ （ Jota Group ） の傘下にある。サム・ヒグネットとジョン・スタックによって設立されたチーム・ジョタ（ Team Jota ）がチームの起源となっている。イースト・サセックス州の一地方に本拠を置いている。
Jotaスポーツは、2014年にル・マン24時間レースのLMP2クラスで優勝し、ヨーロピアン・ル・マン・シリーズでランキング2位となっている。
Jotaスポーツの日本語表記で「イオタ・スポーツ」と書かれることがあるが、現地イギリスが属する英語圏での動画からも確認できるように、「ジョタ」の日本語表記の方が本来の発音に近い。イタリア車のランボルギーニ・イオタの車名に使われている「Jota」の表記からイオタの表記が使われたものだと考えられるが、ランボルギーニ車とも関連性がなくイタリア系企業でもないイギリス企業の同社の表記に「イオタ・スポーツ」と書くことは間違いである。ちなみに、ジョタ航空（Jota Aviation）など同じジョタ・グループの別企業にも広く「Jota」の表記は使われている。

## 歴史
材料工学の大学生のサム・ヒグネットとレーシングドライバーのジョン・スタックによって2000年に設立された。チーム・ジョタの最初のレースカーはホンダ・インテグラの耐久レース用特別仕様車であった。その年はニュルブルクリンク24時間レースとスパ・フランコルシャン24時間レースに出走した。翌年、チームはルノー・クリオ・V6トロフィと、ホンダ・インテグラによるニュルブルクリンク24時間レースの2年目シーズンに挑んだ。2002年、チームはFIA スポーツカー選手権のSR2クラスに参戦するイギリスのコンストラクター・チームのピルビーム・レーシング・デザインズ （ Pilbeam Racing Designs ） を買収した。ピルビームはSR2クラスでランキング2位となり、翌シーズンはランキング3位となった 。

### 2004年
2004年に、チームはザイテック製のとても速いレースカーであるザイテック・04Sを購入した。ヒグネットとスタックにジャンニ・コリーニが新しく加わってル・マン耐久シリーズに参戦し、LMP1クラスで総合順位6位に入っている。

### 2005年
2005年も引き続き、ル・マン耐久シリーズにザイテック・04Sで参戦し、前年と同様にLMP1クラスで総合順位6位に入った。この年は初めてル・マン24時間レースに参戦したシーズンである。ル・マンではサーキット上の事故により完走できなかったが、22時間時点までクラス5位で走行していた。ヒグネットとスタックに加えて、黒澤治樹、グレガー・フィスケン、サム・ハンコック、ジェイソン・タヒンジオルーがシーズン中にチームドライバーとして走っている。

### 2006年
2006年は、これまでのル・マン耐久シリーズがル・マン・シリーズに改称された。チーム・ジョタはザイテックのワークスチームとしてル・マン・シリーズとル・マン24時間レースとアメリカン・ル・マン・シリーズのラスト2戦（プチ・ル・マン戦とラグナ・セカ戦）に参戦した。ル・マン・シリーズの最終結果は総合5位で、ル・マンでは総合24位でクラス5位の順位だった。ステファン・ヨハンソンとジョニー・マウレムのドライブによるプチ・ル・マン戦では総合2位でありラグナ・セカ戦では総合7位の成績であった。

### 2007年
2007年、チームはヤン・チャロウズが初めて耐久レースの冒険的事業であるチャロウズ・レーシングシステムの為に、ローラ-ジャッドの組み合わせによるレースカーでLMP1クラスに出走した。ヤン・チャロウズとシュテファン・ミュッケのコンビで総合順位もクラス順位も5位となり、アレックス・ユーンを加えて挑んだル・マン24時間レースでは総合8位に入った。本シーズンもアメリカン・ル・マン・シリーズのラスト2戦にヤン・チャロウズ、シュテファン・ミュッケ及びダニー・ワッツのドライブによるザイテックの車両で挑み、プチ・ル・マン戦では総合4位クラス3位に入った。

### 2008年
この年、サイモン・ドゥーラン及びサム・ハンコックとパートナーシップを組み、Jotaスポーツのブランドの導入が図られ、チームはポルシェ・カレラカップ・イギリスに参戦することになった。ハンコックはフィル・クウェイフと一緒に走り、2人の間で5回のポールポジションと3回の優勝と1回の2位を獲得している。チーム・ジョタはアメリカン・ル・マン・シリーズに「コルサ・モータースポーツ」のチーム名でザイテックの車両を走行させてスポーツカーレースを続けており、チャロウズ・レーシングシステムがサイト・スポーツ（マッスル・ミルク）と提携してローラ-ジャッドのレースカーを走らせている。グレッグ・ピケット、クラウス・グラフ及びヤン・ラマースら3人のドライブによって出走したレースカーはエンジントラブルで完走できなかった。この年の4月、サイモン・ドゥーランは（同年にスタートしたスポーツカーのシリーズである）ラディカル・ユーロピアン・マスターズのスネッタートン・サーキットのラウンドで、自身の初レースを経験したのみでなく初勝利も果たした。

### 2009年
チーム・ジョタのブランドの使用は2009年をもって終了し、Jotaスポーツはヨーロッパの「V de V・スポーツ」選手権の「チャレンジ耐久プロト」クラスとイギリス・スピード・シリーズに新しく開発されたリジェ・JS49のプロトタイプレーシングカーで参戦した。ハンコックとドゥーランは、その車でイギリス・スピード・シリーズで総合3位とV de V選手権で24位の成績を挙げた。サム・ハンコックの弟のオライリー・ハンコックとクリス・キャップチーニのドライブによるジュノ・SSEをチームはV de V選手権で走らせてランキング16位の成績を残した。ヨハンソンとマウレムはコルサ・モータースポーツでアメリカン・ル・マン・シリーズのLMP1クラスに再び出走し、ライム・ロックで本シーズン最高位の3位に入った。

### 2010年
ヨーロッパのV de V・スポーツ選手権とイギリス・スピード・シリーズに2年目のリジェ・JS49で参戦し、両選手権で3回優勝した。この年はアストンマーティンの公式パートナー・チームとなり、GT4クラスでスパ・フランコルシャン24時間レースとブリットカー・シルバーストン24時間レースに挑みクラス優勝と1-2フィニッシュを果たした。英国マツダはマツダ・ロードスターの21周年記念にJotaスポーツに走行会を委託した。スネッタートン・サーキットとシルバーストン・サーキットで6人のジャーナリストのドライブによるマツダ・ロードスターが耐久レースを行なわれた。

### 2011年
ル・マン・シリーズのGTE Proクラスにアストンマーティン・ヴァンテージ GT2で、アストンマーティンとパートナーを組んで参戦した。シルバーストン6時間レースとル・マン24時間レースについては、ドゥーランとハンコックの他にクリス・バンコムが加わった3人でチームを組んで挑んでいる。シーズンでのハイライトは、ル・マン・シリーズでの最高位であるスパ・フランコルシャンとエストリルでのクラス5位の順位と、リタイアで終わったル・マン24時間レースが挙げられる。マツダと提携してマツダ・ロードスターのGT4クラス・バージョンでブリットカーのダンロップ・プロダクション・GTN選手権に参戦した。マーク・タイスハーストとオーウェン・マイルデンホールのドライブにより、総合ランキング7位の成績を挙げた。

### 2012年
2012年にJotaスポーツは、ヨーロピアン・ル・マン・シリーズのLMP2クラスにザイテック・Z11SN-ニッサンで参戦し、FIA 世界耐久選手権ではル・マン24時間レースとスパ6時間レースのラウンドに参戦した。チームはスパで優勝したが、ル・マンでは20時間ほど走った時点でリタイアした。JotaスポーツはブリティッシュGT選手権に再びタイスハーストとマイルデンホールのコンビで参戦し、ベストリザルトはブランズ・ハッチで入ったクラス3位の成績であった。

### 2013年
チームはヨーロピアン・ル・マン・シリーズのLMP2クラスへのザイテック・Z11SN-ニッサンの参戦を継続し、シルバーストンで優勝して、選手権で総合3位に入った。ル・マン24時間レースではクラス7位で総合13位に入っている。

### 2014年
ザイテック・Z11SN-ニッサンを3シーズン連続で使用し、ル・マン24時間レースではLMP2クラス優勝を果たし総合5位の成績を挙げた。ヨーロピアン・ル・マン・シリーズのレースでは、優勝も2位も3位も1回ずつ獲り、選手権でもクラス2位の成績を収めた。彼らはまた、ニュルブルクリンク24時間レースのV4カテゴリーに参戦するマツダ・ロードスターの設計と建造を行なうマツダと提携した。加藤彰彬、ステファン・ヨハンソン、マイルデンホール及びヴォルフガンフ・カウフマンでチームを組んで挑んだが、事故のダメージにより完走できなかった。

### 2015年
ザイテックがギブソン・テクノロジーに社名が変更したのに伴い、使用していたレースカーの名称もザイテック・Z11SNからギブソン・015Sに変更になった。2015年シーズンは、ギブソン・015Sにニッサン・ニスモ製のエンジンを搭載して LMP2クラスでヨーロピアン・ル・マン・シリーズに再び参戦した。ヨーロピアン・ル・マン・シリーズは1回の優勝と2位と2回の3位でランキング3位となり、FIA 世界耐久選手権ではスパ・フランコルシャンでクラス優勝して総合9位に入っている。ル・マン24時間レースではクラス2位で総合10位に入った。

### 2016年
2016年、Jotaスポーツはヨーロピアン・ル・マン・シリーズ（ELMS）ではG-ドライブ・レーシングとジョイントし、G-ドライブのチーム名でギブソン・015Sを使用して参戦し、FIA 世界耐久選手権（WEC）ではオレカ・05を使用して参戦する。ELMSでは、ドゥーラン、ギド・ヴァン・デル・ガルデ及びハリー・ティンクネルが参戦するドライバーに予定されていて、ル・マン24時間レースではティンクネルの代わりにジェイク・デニスが出走するとしている。WECでは、ロマン・ルシノフとナタナエル・ベルトンの2人のドライバーに加え、3人目にはドイツ人ドライバーでDTMにも参戦しているレネ・ラストを起用する。

### 2017年
今年よりG-ドライブ・レーシングに代わり、ジャッキー・チェン・DCレーシングとジョイントしてFIA 世界耐久選手権（WEC）及びアジアン・ル・マン・シリーズにいずれも2台体制で参戦する。37号車はDCレーシングのチームオーナーでもあるデビッド・チェン、マーティン・ブランドルの息子であるアレックス・ブランドル、トリスタン・ゴメンディの3人が、38号車はホーピン・タン、撤退したアウディより移籍したオリバー・ジャービス、19歳のルーキードライバーであるトーマス・ローランの3人が務める。WEC第3戦となったル・マンでは、38号車が総合2位、37号車が総合3位で2台同時にチェッカーを受けた。ジャッキー・チェン・DCレーシングとしては初のクラス優勝となった他、チームとしてはLMP2クラスで初となる1-2フィニッシュを達成した。この年のル・マンはLMP1勢にトラブルが相次ぎ、一時的にではあるが38号車がLMP2マシンで総合トップに躍り出るという快挙を成し遂げた。なお残り1時間でLMP1のポルシェ・LMPチーム2号車に逆転されている。WEC最終戦バーレーンまで38号車はタイトル争いに残ったものの、最終的にバイヨン・レベリオンに敗れ、2位となった。

### 2018-19年
今年もジャッキー・チェン・DCレーシングとのジョイントを継続。なお、ドライバーラインナップは大幅に変更された。37号車はジャゼマン・ジャファー、ウェイロン・タン、ナビル・ジェフリのマレーシア人ドライバー3人、38号車はタンが残留し、離脱したジャービスとLMP1チームに復帰したレベリオンから参戦するローランに代わり、新たに20歳でWEC初参戦となるガブリエル・オブリー、2年ぶりのWEC復帰となるステファン・リシェルミの3人が務める。
開幕戦スパから好調を見せ、クラス2位と4位を獲得。第2戦ル・マンでは2017-18年のアジアン・ル・マン王者としての参戦枠もあり4台体制で参戦。チームとしてはクラス連覇を狙ったものの、スタートからすぐに37号車にトラブルが発生し一旦はガレージで作業を行ったが、後にコースに復帰している。38号車は左フロントのパンクに見舞われた後、数時間後にミュルサンヌ・ストレートで同じ左フロントタイヤがバーストしてしまう。これにより左フロアを破損し、こちらもガレージで修復作業を行った後、コースに復帰した。レース途中には34号車がトラブルでリタイアとなったり、37号車がスピンしてしまい順位を落とす場面があったものの大事には至らず、37号車が総合8位(クラス4位)、38号車が総合10位(クラス6位)、33号車が総合12位(クラス8位)で3台は無事に完走を果たした。その後は2台体制に戻り、第3戦シルバーストンと第4戦富士ではクラス1-2フィニッシュを達成。それぞれの優勝を38号車、37号車とで分け合っている。母国レースとなった第5戦上海では38号車がLMP2クラスでポール・トゥ・ウィン。第6戦セブリングでは37号車のメンバーを一斉変更。デイヴィッド・ハイネマイヤー・ハンソン、ジョーダン・キング、ウィル・スティーブンスの3名が務めることになった。このレースは38号車がポールポジションを獲得。37号車も2番手に続き、好調かと思われた。しかし38号車にトラブルが相次ぎ順位を最下位にまで落としてしまう。一方の37号車はスタートから順調にレースを進めていき、最終的にクラス優勝を果たした。38号車は6位。スパでは38号車が3位に入り、2台ともにタイトル獲得の望みをつなげる。シーズン2度目となったル・マンでは37号車にメンバー変更があり、別チームから参戦するスティーブンスに代わり、ウェザーテック・スポーツカー選手権に参戦しているリッキー・テイラーが第3ドライバーを務める。このレースでは2台ともにタイトルがかかる中、予選では下位に沈む。だが決勝では好ペースを発揮し、一時は3位と4位を快走していた。しかし、ナイトセッションで37号車にギアボックスのトラブルが発生し、ガレージで作業するもそのままリタイアとなってしまう。38号車は他車のトラブルもあり2位に浮上し、そのままチェッカーを受けた。最終的にライバルであるシグナテック・アルピーヌ・マットムートに敗れはしたものの、38号車は166ポイントを獲得しランキング2位、37号車は138ポイントを獲得し3位でシーズンを終えた。

### 2019-20年
今年よりJotaスポーツ本体としてのWEC復帰を発表するとともに、アンソニー・デビッドソン、ロベルト・ゴンザレス、パストール・マルドナドという、ドラゴンスピードから移籍した3人がドライバーを務めることも併せて発表した。これに伴いジャッキー・チェン・DCレーシングは1台体制へ縮小されるが、Jotaスポーツとのジョイントは継続する。カーナンバーはDCレーシングが37番を、Jotaスポーツが38番を使用する。
開幕戦シルバーストンを前に、マルドナドがチームから離脱することを発表。代わって、昨シーズンBMWからWECに参戦していたアントニオ・フェリックス・ダ・コスタを起用する。対してJotaスポーツとジョイントしているジャッキー・チェン・DCレーシングは、タンとオブリーが残留。チームを離脱したリシェルミに代わり、昨シーズン37号車からスポット参戦していたウィル・スティーブンスが加入した。

### ル・マン24時間レースの結果
| 年     | チーム                           | No. | 車両                                   | ドライバー                                                                                 | クラス       | 周回数 | 総合 順位 | クラス 順位 |
| ------ | -------------------------------- | --- | -------------------------------------- | ------------------------------------------------------------------------------------------ | ------------ | ------ | --------- | ----------- |
| 2005年 | チーム・ジョタ - ザイテック      | 9   | ザイテック・04S                        | サム・ヒグネット ジョン・スタック 黒澤治樹                                                 | LMP1         | 325    | DNF       | DNF         |
| 2006年 | ザイテック                       | 2   | ザイテック・06S                        | ジョン・ニールセン カスペル・エルガールド フィリップ・アンデルセン                         | LMP1         | 269    | 24位      | 5位         |
| 2007年 | チャロウズ・レーシングシステム   | 15  | ローラ・B07/10 ジャッド                | ヤン・チャロウズ シュテファン・ミュッケ アレックス・ユーン                                 | LMP1         | 338    | 8位       | 5位         |
| 2008年 | チャロウズ・レーシングシステム   | 12  | ローラ・B07/10 ジャッド                | グレッグ・ピケット クラウス・グラフ ヤン・ラマース                                         | LMP1         | 146    | DNF       | DNF         |
| 2011年 | Jotaスポーツ                     | 79  | アストンマーティン・V8ヴァンテージ GT2 | サム・ハンコック サイモン・ドゥーラン クリス・バンコム                                     | GTE Pro      | 74     | DNF       | DNF         |
| 2012年 | Jotaスポーツ                     | 38  | ザイテック・Z11SN ニッサン             | サム・ハンコック サイモン・ドゥーラン 黒澤治樹                                             | LMP2         | 271    | DNF       | DNF         |
| 2013年 | Jotaスポーツ                     | 38  | ザイテック・Z11SN ニッサン             | サイモン・ドゥーラン オリバー・ターベイ ルーカス・ルーア                                   | LMP2         | 319    | 13位      | 7位         |
| 2014年 | Jotaスポーツ                     | 38  | ザイテック・Z11SN ニッサン             | サイモン・ドゥーラン オリバー・ターベイ ハリー・ティンクネル                               | LMP2         | 356    | 5位       | 1位         |
| 2015年 | Jotaスポーツ                     | 38  | ギブソン・015S ニッサン                | サイモン・ドゥーラン オリバー・ターベイ ミッチ・エバンス                                   | LMP2         | 358    | 10位      | 2位         |
| 2016年 | G-ドライブ・レーシング           | 26  | オレカ・05 ニッサン                    | ロマン・ルシノフ ウィル・スティーブンス レネ・ラスト                                       | LMP2         | 357    | 6位       | 2位         |
| 2016年 | G-ドライブ・レーシング           | 38  | ギブソン・015S ニッサン                | サイモン・ドゥーラン ジェイク・デニス ギド・ヴァン・デル・ガルデ                           | LMP2         | 222    | DNF       | DNF         |
| 2017年 | ジャッキー・チェン・DCレーシング | 37  | オレカ・07 ギブソン                    | デビッド・チェン トリスタン・ゴメンディ アレックス・ブランドル                             | LMP2         | 363    | 3位       | 2位         |
| 2017年 | ジャッキー・チェン・DCレーシング | 38  | オレカ・07 ギブソン                    | ホーピン・タン トーマス・ローラン オリバー・ジャービス                                     | LMP2         | 366    | 2位       | 1位         |
| 2018年 | ジャッキー・チェン・DCレーシング | 33  | リジェ・JS P217 ギブソン               | デビッド・チェン ニコラス・ブール ジャック・ニコレ                                         | LMP2         | 355    | 12位      | 8位         |
| 2018年 | ジャッキー・チェン・DCレーシング | 34  | リジェ・JS P217 ギブソン               | リッキー・テイラー コム・レドガー デイヴィッド・ハイネマイヤー・ハンソン                   | LMP2         | 195    | DNF       | DNF         |
| 2018年 | ジャッキー・チェン・DCレーシング | 37  | オレカ・07 ギブソン                    | ジャゼマン・ジャファー ウェイロン・タン ナビル・ジェフリ                                   | LMP2         | 361    | 8位       | 4位         |
| 2018年 | ジャッキー・チェン・DCレーシング | 38  | オレカ・07 ギブソン                    | ホーピン・タン ガブリエル・オブリー ステファン・リチェルミ                                 | LMP2         | 356    | 10位      | 6位         |
| 2019年 | ジャッキー・チェン・DCレーシング | 37  | オレカ・07 ギブソン                    | デイヴィッド・ハイネマイヤー・ハンソン ジョーダン・キング リッキー・テイラー               | LMP2         | 199    | DNF       | DNF         |
| 2019年 | ジャッキー・チェン・DCレーシング | 38  | オレカ・07 ギブソン                    | ホーピン・タン ガブリエル・オブリー ステファン・リチェルミ                                 | LMP2         | 367    | 7位       | 2位         |
| 2020年 | ジャッキー・チェン・DCレーシング | 37  | オレカ・07 ギブソン                    | ホーピン・タン ガブリエル・オブリー ウィル・スティーブンス                                 | LMP2         | 141    | DSQ       | DSQ         |
| 2020年 | Jotaスポーツ                     | 38  | オレカ・07 ギブソン                    | ロベルト・ゴンザレス アンソニー・デビッドソン アントニオ・フェリックス・ダ・コスタ         | LMP2         | 370    | 6位       | 2位         |
| 2021年 | Jotaスポーツ                     | 28  | オレカ・07 ギブソン                    | トム・ブロンクビスト ショーン・ゲラエル ストフェル・バンドーン                             | LMP2         | 363    | 7位       | 2位         |
| 2021年 | Jotaスポーツ                     | 38  | オレカ・07 ギブソン                    | ロベルト・ゴンザレス アントニオ・フェリックス・ダ・コスタ アンソニー・デビッドソン         | LMP2         | 353    | 13位      | 8位         |
| 2022年 | Jotaスポーツ                     | 28  | オレカ・07 ギブソン                    | オリバー・ラスムッセン エド・ジョーンズ ジョナサン・アバーディン                           | LMP2         | 368    | 7位       | 3位         |
| 2022年 | Jotaスポーツ                     | 38  | オレカ・07 ギブソン                    | ロベルト・ゴンザレス アントニオ・フェリックス・ダ・コスタ ウィル・スティーブンス           | LMP2         | 369    | 5位       | 1位         |
| 2023年 | ハーツ・チーム・ジョタ           | 38  | ポルシェ・963                          | イェ・イーフェイ アントニオ・フェリックス・ダ・コスタ ウィル・スティーブンス               | ハイパーカー | 244    | 40位      | 13位        |
| 2023年 | Jotaスポーツ                     | 28  | オレカ・07 ギブソン                    | デイヴィッド・ハイネマイヤー・ハンソン ピエトロ・フィッティパルディ オリバー・ラスムッセン | LMP2         | 316    | 24位      | 13位        |
| 2024年 | ハーツ・チーム・ジョタ           | 12  | ポルシェ・963                          | ウィル・スティーブンス カラム・アイロット ノーマン・ナト                                   | ハイパーカー | 311    | 8位       | 8位         |
| 2024年 | ハーツ・チーム・ジョタ           | 38  | ポルシェ・963                          | ジェンソン・バトン フィリップ・ハンソン オリバー・ラスムッセン                             | ハイパーカー | 311    | 9位       | 9位         |